# Indragarh
Indragarh là một thành phố và khu đô thị của quận Bundi thuộc bang Rajasthan, Ấn Độ.

## Nhân khẩu
Theo điều tra dân số năm 2001 của Ấn Độ, Indragarh có dân số 5265 người. Phái nam chiếm 51% tổng số dân và phái nữ chiếm 49%. Indragarh có tỷ lệ 63% biết đọc biết viết, cao hơn tỷ lệ trung bình toàn quốc là 59,5%: tỷ lệ cho phái nam là 72%, và tỷ lệ cho phái nữ là 53%. Tại Indragarh, 17% dân số nhỏ hơn 6 tuổi.